# Armenia
Armenia er en by og kommune i det vestlige Colombia. Den ligger 290 kilometer vest for landets hovedstad Bogotá. Byen er hovedby i departementet Quindío.
Armenia blev grundlagt 14. oktober 1889. Den 25. januar 1999 blev byen ramt af et jordskælv med styrke 6,2 på Richterskalaen. Store dele af byen blev ødelagt, flere tusinde mennesker døde og over 200.000 blev hjemløse.
Byen havde 277.908 indbyggere i 2008, med totalt 285.713 indbyggere i hele kommunen, med et areal på 115 km².
Storbyområdet Área Metropolitana de Armenia havde totalt 391.741 indbyggere i 2008, med et areal på 569 km². Området består af Armenia samt kommunerne Buenavista, Calarcá og Circasia.